# Birkenfeld
Birkenfeld là một đô thị, capital of the huyện Birkenfeld, trong bang Rheinland-Pfalz, phía tây nước Đức. Đô thị Birkenfeld có diện tích 13,58 km², dân số thời điểm ngày 31 tháng 12 năm 2006 là 6814 người. Đô thị này tọa lạc ở Hunsrück, cự ly khoảng 15 km về phía tây nam của Idar-Oberstein.
Vào thế kỷ 17 và 18, Birkenfeld đã là thủ phủ của Pfalzgrafschaft Birkenfeld.
Birkenfeld là thủ phủ của Verbandsgemeinde ("đô thị tập thể") Birkenfeld.
Đô thị này gần phế tích lâu đài Birkenfeld, từ thế kỷ 14, từng là nơi ở của các công tước Palatine Zweibrücken.